# Yannick Ngakoue
Yannick Nicolas Ngakoue (geboren am 31. März 1995 in Washington, D.C.) ist ein US-amerikanischer American-Football-Spieler auf der Position des Defensive Ends. Er spielte College Football für die University of Maryland, College Park. Zurzeit steht er in der National Football League (NFL) bei den New England Patriots unter Vertrag. Zuvor spielte Ngakoue von 2016 bis 2019 für die Jacksonville Jaguars sowie anschließend bei den Minnesota Vikings, den Baltimore Ravens, den Las Vegas Raiders, den Indianapolis Colts und den Chicago Bears.

## College
Von 2013 bis 2015 spielte Ngakoue Football am College. Er ging auf die University of Maryland, College Park und spielte für die Maryland Terrapins in der NCAA Division I FBS. In seiner dritten Saison erzielte er 13,5 Sacks und stellte damit einen neuen Rekord an seinem College für die meisten Sacks in einer Saison auf. Nach dem Saisonende gab Ngakoue am 30. November 2015 bekannt, auf ein mögliches viertes Jahr am College zu verzichten und sich für den NFL Draft anzumelden.

## NFL

### Jacksonville Jaguars
Ngakoue wurde im NFL Draft 2016 in der dritten Runde an 69. Stelle von den Jacksonville Jaguars ausgewählt. Er konnte sich in seiner ersten Saison schnell etablieren, lief in 15 Spielen als Starter auf und stellte mit 8,0 Sacks einen neuen Franchise-Rekord für die meisten Sacks eines Rookies auf. Ngakoues Rekord wurde 2019 von Josh Allen überboten.
Am 17. Spieltag der Saison 2017 erzielte Ngakoue gegen die Tennessee Titans seinen ersten Touchdown in der NFL, als er einen eroberten Fumble 67 Yards weit in die gegnerische Endzone zurücktrug. Insgesamt erzwang er in der Saison sieben Fumbles, davon einen in den Play-offs, womit er die NFL in dieser Statistik anführte. Vier dieser Fumbles resultierten in einem Touchdown für die Jaguars, zudem erzielte Ngakoue 12,0 Sacks. Die Jaguars stellten in der Saison eine der besten Defenses der Liga, die oft mit dem Spitznamen „Sacksonville“ bezeichnet wurde. Das Team schaffte es bis ins AFC Championship Game und stand kurz vor der ersten Super-Bowl-Teilnahme, musste sich allerdings in einem knappen Spiel den New England Patriots geschlagen geben. Als Ersatz für seinen Mitspieler Calais Campbell wurde Ngakoue in den Pro Bowl 2018 berufen.
In der folgenden Saison verzeichnete Ngakoue 9,5 Sacks, 2019 kam er auf 8,0 Sacks. Mit dem Auslaufen seines Vertrags belegten die Jaguars Ngakoue mit dem Franchise Tag. Bereits zuvor hatte er nach gescheiterten Vertragsverhandlungen erklärt, dass er zukünftig nicht mehr für die Jaguars spielen und wechseln wolle.

### Minnesota Vikings
Kurz vor Beginn der Saison 2020 gaben die Jaguars Ngakoue im Austausch gegen einen Zweitrundenpick 2021 und einen Fünftrundenpick 2022 an die Minnesota Vikings ab. Um für die Vikings, die wenig Cap Space zur Verfügung hatten, spielen zu können, akzeptierte Ngakoue eine Gehaltskürzung auf 12 Millionen Dollar statt der 17,8 Millionen Dollar, die er durch den Franchise Tag erhalten hätte. In sechs Spielen für die Vikings erzielte Ngakoue fünf Sacks und erzwang zwei Fumbles.

### Baltimore Ravens
Am 22. Oktober 2020 tradeten die Vikings nach einem schwachen Saisonstart mit fünf Niederlagen aus sechs Spielen Ngakoue zu den Baltimore Ravens. Dafür erhielt Minnesota einen Drittrundenpick im Draft 2021 und einen an Bedingungen geknüpften Fünftrundenpick im Draft 2022.

### Las Vegas Raiders
Im März 2021 unterschrieb Ngakoue einen Zweijahresvertrag über 26 Millionen Dollar bei den Las Vegas Raiders. Mit zehn Sacks führte Ngakoue in der Saison 2021 sein Team in dieser Statistik an, zusammen mit Maxx Crosby bildete eines der besten Pass-Rush-Duos der Liga.

### Indianapolis Colts
Am 16. März 2022 tauschten die Raiders Ngakoue gegen Cornerback Rock Ya-Sin von den Indianapolis Colts. Er verzeichnete 9,5 Sacks und führte die Colts damit in dieser Saison an.

### Chicago Bears
Am 4. August 2023 einigte sich Ngakoue mit den Chicago Bears auf einen Einjahresvertrag im Wert von 10,5 Millionen US-Dollar. Er kam in 13 Spielen auf 4,0 Sacks, bevor sich am 14. Spieltag gegen die Detroit Lions den Knöchel brach und für den Rest der Saison ausfiel.

### Baltimore Ravens
Am 24. September 2024 unterschrieb Ngakoue bei den Baltimore Ravens, für die er bereits 2020 gespielt hatte.

### New England Patriots
Nachdem Ngakoue in fünf Spielen zum Einsatz gekommen war, wurde er von den Ravens entlassen und daraufhin am 8. November 2024 von den New England Patriots über die Waiver-Liste unter Vertrag genommen.

### NFL-Statistiken
| Saison                             | Saison | Spiele | Spiele      | Tackles | Tackles | Tackles | Tackles | Interceptions | Interceptions | Interceptions | Interceptions | Interceptions | Fumbles | Fumbles | Fumbles |
| Jahr                               | Team   | Spiele | als Starter | Gesamt  | Solo    | Att     | Sacks   | PD            | INT           | Yds           | Lng           | TD            | FF      | FR      | TD      |
| ---------------------------------- | ------ | ------ | ----------- | ------- | ------- | ------- | ------- | ------------- | ------------- | ------------- | ------------- | ------------- | ------- | ------- | ------- |
| 2016                               | JAX    | 16     | 15          | 23      | 20      | 3       | 8,0     | 2             | 1             | 9             | 9             | 0             | 4       | 0       | 0       |
| 2017                               | JAX    | 16     | 16          | 30      | 24      | 6       | 12,0    | 0             | 0             | 0             | 0             | 0             | 6       | 2       | 1       |
| 2018                               | JAX    | 16     | 16          | 28      | 35      | 3       | 9,5     | 1             | 0             | 0             | 0             | 0             | 0       | 0       | 0       |
| 2019                               | JAX    | 15     | 15          | 41      | 36      | 5       | 8,0     | 6             | 1             | 23            | 23            | 1             | 4       | 1       | 0       |
| 2020                               | MIN    | 6      | 5           | 12      | 12      | 0       | 5,0     | 0             | 0             | 0             | 0             | 0             | 2       | 0       | 0       |
| 2020                               | BAL    | 9      | 3           | 11      | 11      | 0       | 3,0     | 1             | 0             | 0             | 0             | 0             | 2       | 0       | 0       |
| 2021                               | LV     | 17     | 17          | 28      | 17      | 11      | 10,0    | 3             | 0             | 0             | 0             | 0             | 2       | 0       | 0       |
| 2022                               | IND    | 15     | 15          | 29      | 18      | 11      | 9,5     | 0             | 0             | 0             | 0             | 0             | 1       | 0       | 0       |
| 2023                               | CHI    | 13     | 13          | 22      | 13      | 9       | 4,0     | 0             | 0             | 0             | 0             | 0             | 0       | 0       | 0       |
| 2024                               | BAL    | 5      | 0           | 5       | 1       | 4       | 1,5     | 0             | 0             | 0             | 0             | 0             | 0       | 0       | 0       |
| 2024                               | NWE    | 6      | 0           | 9       | 4       | 5       | 0,0     | 0             | 0             | 0             | 0             | 0             | 0       | 0       | 0       |
| Gesamt                             | Gesamt | 134    | 115         | 238     | 181     | 57      | 70,5    | 13            | 2             | 23            | 23            | 1             | 21      | 3       | 1       |
| Quelle: pro-football-reference.com |        |        |             |         |         |         |         |               |               |               |               |               |         |         |         |